# Le Merveilleux Jardin secret de Bella Brown
Pour plus de détails, voir Fiche technique et Distribution.
Le Merveilleux Jardin secret de Bella Brown (This Beautiful Fantastic) est un film britannique réalisé par Simon Aboud, sorti en 2017.

## Synopsis
Pour ne pas se faire expulser de son logement, une jeune femme aspirant écrivain a un mois pour remettre en état le jardin de la petite maison qu'elle loue et sollicite l'aide de son voisin misanthrope.

## Fiche technique
- Titre : Le Merveilleux Jardin secret de Bella Brown
- Titre original : This Beautiful Fantastic
- Réalisation : Simon Aboud
- Scénario : Simon Aboud
- Musique : Anne Nikitin
- Photographie : Mike Eley
- Montage : David Charap
- Production : Christine Alderson, Monika Bacardi, Andrea Iervolino et Kami Naghdi
- Société de production : Ipso Facto Productions, Smudge Films, Constance Media, Head Gear Films et Kreo Films FZ
- Pays :  Royaume-Uni,  États-Unis et  Émirats arabes unis
- Genre : Comédie dramatique
- Durée : 92 minutes
- Dates de sortie : 
  -  Slovénie : 20 octobre 2016
  -  France : 7 mars 2017 en DVD

## Distribution
- Jessica Brown Findlay (VF : Karine Foviau)[1],[2] : Bella Brown
- Tom Wilkinson (VFB : Robert Guilmard)[1] : Alfie Stephenson
- Andrew Scott (VFB : Alexandre Crépet)[1]  : Vernon
- Jeremy Irvine (VF : Brice Ournac)[1] : William 'Billy' Trenter
- Anna Chancellor : Bramble
- Sheila Hancock : la mère supérieure
- Eileen Davies : Milly

Version francophone
- Société de doublage : AC5
- Chef de plateau : Jay Walker
- Adaptation : Alain Leguillon